# 우도항 (제주시)
우도항은 제주특별자치도 제주시 우도면 천진리에 위치한 어항이다. 1972년 3월 13일 지방어항으로 지정되었다. 관리청은 제주특별자치도, 시설관리자는 제주시장이다.

## 개요
우도의 관문이며 우도 최대의 포구인 우도항이 있는 마을 천진리는 우도에서 가장 높은 우도봉에 올라 보면 황홀한 초록빛 물결이 눈이 시리도록 푸르러, 의지할 것이 없는 푸른 바다로 빨려 드는 경치, 소와 염소들이 넓은 초원에서 풀을 뜯는 전경과 훈훈한 바람의 맛에 도취하는 듯한 광경을 맞이하게 된다. 제주의 동머리이며 또한 관문인 환해의 고장 천진리는 오랜 풍상과 격랑에 할퀴면서도 수백년 역사와 전통을 이어온 선조들의 얼과 숨결이 살아있는 아름다운 고장이다.

## 어항 구역
- 수역: 방파제 선단에서 직선으로 180m, 이지점에서 84° 북서로 육지부와 연결한 선내의 수역
- 어항구역면적 : 108,600m2,  항내수면적: 34,600m2

## 어항 시설
방파제 292m, 물양장 200m, 호안 25m